# Дорожный участок 22 км тракта Ижевск-Сарапул
Дорожный участок 22 км тракта Ижевск-Сарапул — упразднённый в 1983 году посёлок на территории Завьяловского района Удмуртской Республики Российской Федерации. Входил на год упразднения в состав Бабинского сельского Совета.

## География
Находился возле границы с Малопургинским районом.

### Географическое положение
В радиусе пяти километров находились населённые пункты:
- д. Байкузино (↓ 2.6 км)
- д. Жеребёнки (↗ 2.7 км)
- д. Динтем Бодья (↖ 3.5 км)
- д. Девятово (→ 3.8 км)
- д. Ильинск (↙ 4.4 км)
- д. Симанки (↘ 4.5 км)
- д. Новый Урал (← 5 км)

## История
Указом Президиума Верховного Совета УАССР от 19.09.1983 п. Дорожный участок 22 км тракта Ижевск-Сарапул исключена с учета (Справочник по административно-территориальному делению Удмуртии/ Составители: О.М. Безносова, С.Т. Дерендяева, А.А. Королева. – Ижевск: Удмуртия, 1995. С. 292).

## Население
Количество хозяйств и численность населения :
| Дата       | Количество хозяйств | Численность населения |
| ---------- | ------------------- | --------------------- |
| 01.01.1969 | 7                   | 21                    |
| 01.01.1970 | 7                   | 21                    |
| 01.01.1971 | 6                   | 22                    |
| 01.01.1972 | 8                   | 22                    |
| 01.01.1973 | 9                   | 22                    |
| 01.10.1973 | 7                   | Не указано            |
| 01.01.1977 | 1                   | 1                     |
| 01.01.1980 | 1                   | 1                     |